# Каспржик, Иосиф Станиславович
Иосиф Станиславович Каспржик (1863—1954) — основатель завода тиглей в Луге (Лужский абразивный завод).

## Биография

### Дореволюционные годы
Иосиф Станиславович был обрусевшим поляком. Работал он литейным мастером. Трудился на Балтийском заводе в Санкт-Петербурге, а также на заводах Варшавы, Риги и Ревеля. Чтобы узнать секрет производства тиглей, сосудов для литья и обжига металлов, изготовление которых было делом сложным, хлопотным и очень прибыльным, бережно охраняемый Морганом в Англии (у него был и завод в Санкт-Петербурге) и Розеном в Германии, он отправился в эти страны с минимальным количеством денег и без конкретного плана действий. Тайной, которую берегли от посторонних, были режим обжига и состав тигельной массы. В Лондоне он сначала работал, развозя по городу булки. Эту работу ему помогла получить польская диаспора в британской столице.
Устроившись по рекомендации на завод Моргана, Каспржик смог разузнать кое-что, применяя, в том числе, ухищрения, достойные детективов, так как каждый рабочий на этом заводе должен был быть в курсе только своего участка производства, а любопытство не поощрялось, но был заподозрен в промышленном шпионаже и уволен. В Германии, где на завод Розена удалось попасть, заплатив мастеру при трудоустройстве, ему повезло больше и Иосиф Станиславович вернулся в Санкт-Петербург, уже обладая нужной информацией.
Луга была выбрана в качестве места строительства будущего завода как удобно расположенная поблизости от балтийских портов, в том числе Санкт-Петербурга. После многих сложностей, связанных с компаньонами (Каспржик к тому моменту обладал только секретом производства, который не мог даже продать, поэтому всецело зависел от их добросовестности), безразличием правительства, даже несмотря на то, что оно остро нуждалась в русских тиглях во время Русско-японской войны, так как британских мощностей, задействованных даже полностью, не хватало для покрытия спроса на них в России, и политикой всё того же Моргана, улучшившего качество своей продукции, Каспржику удалось открыть производство. Его главным вкладом в дело стали секреты производства тиглей, выясненные за границей и никому больше в России в тот период неизвестные.
С 1905 года И. С. Каспржик возглавлял строительство завода тиглей в Луге. Закончив его, 8 ноября 1906 года он получил право на их производство. Этот день считается днём начала отечественного графитно-огнеупорного производства. Однако вскоре выпуск русских тиглей почти сошел на нет из-за действий конкурентов. В 1911 Каспржик уехал в Прибалтику.

### «Красный тигель»
С 1925 года вместе с Д. А. Корманом, который нашёл его в Новороссийске, где Каспржик работал в ремонтных мастерских, и убедил вернуться к воплощению мечты, они восстанавливали завод, от которого остался только закопченный корпус с торчащей трубой, после революции и Гражданской войны, Каспржик стал его директором и техническим руководителем. Теперь завод назывался «Красный тигель». На пути к началу серийного производства пришлось преодолеть новые сложности, так, агенты Моргана подсунули советским промышленникам «неправильный» баварский графит. Но упрямый поляк все же выпустил первые советские тигли. Работавший же в Советской России по концессии британский завод вскоре закрылся.
На предприятии научились перерабатывать тигельные отходы (в том числе тех самых заводов Моргана), а с 1933 года оно полностью перешло на использование отечественного сырья. Сегодня завод «ЛАЗ» (Лужский абразивный завод), которому уже более века, продолжает работать, выпуская примерно половину российского абразивного инструмента. Он достаточно конкурентоспособен и имеет международные связи.

### Последние десятилетия жизни
После 1930 Иосиф Каспржик занимался преимущественно исследовательской работой, являлся главным консультантом завода. Во время Второй мировой войны его семью немцы угнали из Луги в Германию, в город Алленштейн. В послевоенные годы последний стал частью Польши. В СССР семья Каспржика не вернулась.

## Цитаты
- А деньги нужны только для того, чтобы не приподнимать шляпу перед ничтожествами, от которых зависишь